# Президентские выборы в Кении (2013)
Президентские выборы в Кении прошли 4 марта 2013 года в рамках всеобщих выборов. Президент Мваи Кибаки не участвовал в выборах, т. к. Конституция Кении не позволяет занимать пост президента более двух сроков. Кроме этого, согласно новой Конституции, принятой на референдуме 2010 года, был введён 2-й тур в ситуации, если никто из кандидатов не получит простое большинство либо победитель не получит по крайней мере 25% голосов в 24 округах. 
Победу в первом туре выборов одержал Ухуру Кениата, который получил 50,07 % голосов. Явка составила 86 %.
Кениата обвиняется Международным уголовным судом в преступлениях против человечности за его участие в организации беспорядков в Кении после выборов 2007 года, в результате которых было убито от 800 до 1500 человек. Инаугурация Ухуру Кениаты прошла 9 апреля 2013 года.

## Кандидаты
Кандидат в президенты должен был собрать 2 тыс. подписей своих сторонников из более, чем половины от 47 округов Кении. К 29—30 января 2013 года было зарегистрировано 8 кандидатов.
| Кандидат             | Текущее положение                                    | Напарник             | Коалиция                         | Партия                                   |
| -------------------- | ---------------------------------------------------- | -------------------- | -------------------------------- | ---------------------------------------- |
| Мохаммед Абдуба Дида | Бывший школьный учитель                              | Джошуа Одонго        | —                                | Альянс за реальные перемены              |
| Раила Одинга         | Премьер-министр                                      | Калонзо Мусиока      | Коалиция за реформы и демократию | Оранжевое демократическое движение       |
| Ухуру Кениата        | Вице-премьер                                         | Уильям Руто          | Юбилейный альянс                 | Национальный альянс                      |
| Музалиа Мудавади     | Вице-премьер                                         | Джеремиа Нгайю Киони | Альянс Амани                     | Объединённый демократический форум (UDF) |
| Марта Каруа          | депутат                                              | Огюстин Лотодо       | —                                | NARC-Кения                               |
| Питер Кеннет         | депутат                                              | Рональд Осумба       | Альянс Орёл                      | Кенийский национальный конгресс          |
| Джеймс оле Кийиапи   | Бывший постоянный секретарь Министерства образования | Винни Кабуру         | —                                | Восстановить и обустроить Кению (RBK)    |
| Поль Мюите           | Бывший депутат                                       | Шем Охуодхо          | —                                | «Сафина»                                 |

## Результаты
| Кандидат/ Напарник                      | Коалиция/ Партия                                                    | Голоса     | %       |
| --------------------------------------- | ------------------------------------------------------------------- | ---------- | ------- |
| Ухуру Кениата/ Уильям Руто              | Юбилейный альянс/Национальный альянс                                | 6 173 433  | 50,07 % |
| Раила Одинга/ Калонзо Мусиока           | Коалиция за реформы и демократию/Оранжевое демократическое движение | 5 340 546  | 43,31 % |
| Музалиа Мудавади / Джеремиа Нгайю Киони | Альянс Амани/Объединённый демократический форум                     | 483 981    | 3,93 %  |
| Питер Кеннет / Рональд Осумба           | Альянс Орёл/Кенийский национальный конгресс                         | 72 786     | 0,59 %  |
| Мохаммед Абдуба Дида / Джошуа Одонго    | Альянс за реальные перемены                                         | 52 848     | 0,43 %  |
| Марта Каруа / Огюстин Лотодо            | NARC-Кения                                                          | 43 881     | 0,36 %  |
| Джеймс оле Кийиапи / Винни Кабуру       | Восстановить и обустроить Кению                                     | 40 998     | 0,33 %  |
| Поль Мюите / Шем Охуодхо                | «Сафина»                                                            | 12 580     | 0,10 %  |
| Действительных бюллетеней               | Действительных бюллетеней                                           | 12 221 053 | 99,12 % |
| Недействительных бюллетеней             | Недействительных бюллетеней                                         | 108 975    | 0,88 %  |
| Явка 86,00 %                            |                                                                     |            |         |